# Казыханов, Ержан Хозеевич
Ержан Хозеевич Казыханов (каз. Ержан Хозеұлы Қазыханов; род. 21 августа 1964, Алма-Ата, Казахская ССР, СССР) — казахстанский государственный деятель и дипломат, заместитель Руководителя Администрации Президента Республики Казахстан. Кандидат исторических наук.

## Биография
Родился 21 августа 1964 года в городе Алма-Ата.
В 1987 году окончил восточный факультет Ленинградского государственного университета по специальности «историк-востоковед».
С 1987 по 1989 год проходил службу в рядах вооружённых сил СССР.
В 1989—1992 годах — Второй секретарь, Первый секретарь Протокольно-политического отдела МИД Казахской ССР.
В 1992—1995 годах — Заведующий отделом, заместитель Начальника Управления Государственного протокола МИД РК.
В 1995—2000 годах — Первый секретарь, Советник Постоянного Представительства РК при ООН (Нью-Йорк).
В 2000—2003 годах — Директор Департамента многостороннего сотрудничества МИД РК.
С 2003 по 2007 год — Постоянный Представитель РК при ООН (Нью-Йорк); Чрезвычайный и полномочный посол Республики Казахстан в Республике Куба по совместительству.
С 2007 по 2008 год — Заместитель Министра иностранных дел Республики Казахстан.
С февраля по декабрь 2008 года — Помощник Президента Республики Казахстан.
С 2009 по 2011 год — Чрезвычайный и полномочный посол Республики Казахстан в Республике Австрия; Постоянный Представитель РК при международных организациях в Вене.
С февраля по апрель 2011 года — Заместитель Министра иностранных дел Республики Казахстан.
С 11 апреля 2011 года — Министр иностранных дел Республики Казахстан.
С 28 сентября 2012 года — Помощник Президента Республики Казахстан.
С 17 сентября 2014 по 15 февраля 2017 года — Чрезвычайный и полномочный посол Республики Казахстан в Соединённом Королевстве Великобритании и Северной Ирландии.
С 24 апреля 2015 по 15 февраля 2017 года — Чрезвычайный и полномочный посол Республики Казахстан в Ирландии и Исландии по совместительству.
С 15 февраля 2017 по 5 апреля 2021 года — Чрезвычайный и полномочный посол Республики Казахстан в Соединённых Штатах Америки.
С 5 апреля 2021 года — Специальный представитель Президента Республики Казахстан по международному сотрудничеству.
С 11 января 2022 года  — заместитель Руководителя Администрации Президента Республики Казахстан.
Автор многочисленных статей и публикаций в казахстанских и зарубежных периодических изданиях по актуальным проблемам международных отношений, многосторонней дипломатии и деятельности ООН.
Женат, воспитывает дочь и сына. Владеет английским и арабским языками.

## Награды
- Орден Парасат (2016)[7]
- Орден «Курмет»[8]
- Орден Дружбы (30 сентября 2012, Россия) — за большой вклад в развитие и укрепление сотрудничества с Российской Федерацией[9].
- Медаль «Ерен еңбегі үшін» (2005),
- Юбилейная медаль «Қазақстан Республикасының тәуелсіздігiне 10 жыл» (2001)
- Юбилейная медаль «Қазақстан Конституциясына 10 жыл» (2005)
- Юбилейная медаль «Қазақстан Республикасының Парламентіне 10 жыл» (2006)
- Юбилейная медаль «Астананың 10 жылдыгы» (2008).
- Медаль «10 лет Евразийскому экономическому союзу» (26 декабря 2024, Высший Евразийский экономический совет)[10].